# Județul Prahova
Prahova este un județ aflat în regiunea istorică Muntenia din România. Este al treilea cel mai populat județ din România, după București (oraș aflat în vecinătatea sa) și județul Iași, deși este doar al 33-lea din țară ca suprafață. De asemenea, este unul dintre cele mai urbanizate județe ale țării, cu două municipii și alte 12 orașe. Principalul centru urban este municipiul Ploiești, reședința județului, oraș cunoscut pentru industria de prelucrare a petrolului, care se extrage în zonele deluroase ale județului, în preajma orașelor Boldești-Scăeni și Urlați.
Județul este cunoscut și pentru regiunea turistică Valea Prahovei, aflată în partea de nord-vest și pentru zona viticolă Dealul Mare, cu podgoriile de la Tohani și Valea Călugărească.

## Stema

### Descriere
Stema județului Prahova, potrivit anexei nr. 1 din Hotărârea Guvernului numărul 942/2003, publicată în Monitorul Oficial al României numărul 633 din 4 septembrie 2003 se compune dintr-un scut tripartit în furcă răsturnată.
În dextra, în câmp albastru, o capră neagră deasupra unei stânci de argint, privind la o coardă de viță de vie, de aur.
În senestra, pe aur, o sondă neagră de tip turlă. 
Jos, în câmp roșu, o carte deschisă, de argint.

### Semnificațiile elementelor însumate
Capra neagră este vechea emblemă a județului.
Coarda de viță de vie (provenind din stema fostului județ Săcuieni, desființat în anul 1854) este o aluzie la marile podgorii din această regiune, dintre care cea mai renumită este Valea Călugărească.
Sonda reprezintă vechile tradiții ale industriei petroliere.
Cartea simbolizează dezvoltarea învățământului, tradițiile de cultură spirituală și legatura cu amintirea vie a lui Nicolae Iorga, creatorul centrului cultural de la Vălenii de Munte.

## Geografie
Județul are un relief deosebit de variat, începând de la culmile Carpaților Meridionali (Munții Bucegi) și Orientali (grupa Carpaților Curburii — Munții Baiului, Grohotiș și Ciucaș) în nord, urmate de dealurile subcarpatice în centru, și Câmpia Piemontană a Ploieștilor (parte a Câmpiei Române) în partea de sud. Munții din nord pot fi trecuți pe valea Prahovei către pasul Predeal de pe teritoriul județului vecin Brașov, sau prin Pasul Bratocea, pe Teleajen, ambele drumuri ducând către Brașov.
Marea majoritate a rețelei hidrografice a județului face parte din bazinul hidrografic al Ialomiței, râu ce curge prin extremitatea sudică a județului, formând limita cu județul Ilfov. Principalele râuri care se varsă în Ialomița și curg în județul Prahova sunt râul Prahova (cu afluentul său Teleajen și micul său bazin hidrografic cuprinzând râuri ca Slănicul, Vărbilăul, Drajna) și râul Cricovul Sărat. O mică parte din apele județului, aflate în nord-est (râurile Zeletin, Chiojdul) fac parte din bazinul hidrografic al Siretului, ele fiind drenate de râul Bâsca Chiojdului, afluent al Buzăului.

## Diviziuni administrative
Județul este format din 104 unități administrativ-teritoriale: 2 municipii, 12 orașe și 90 de comune.
Lista de mai jos conține unitățile administrativ-teritoriale din județul Prahova.
| Stemă              | Nume                 | Tip de localitate            | Populație          | Imagine            |
| Municipii și orașe | Municipii și orașe   | Municipii și orașe           | Municipii și orașe | Municipii și orașe |
| ------------------ | -------------------- | ---------------------------- | ------------------ | ------------------ |
|                    | Câmpina              | municipiu                    | 32.935             |                    |
|                    | Ploiești             | municipiu reședință de județ | 209.945            |                    |
|                    | Azuga                | oraș                         | 4.440              |                    |
|                    | Boldești-Scăeni      | oraș                         | 11.137             |                    |
|                    | Breaza               | oraș                         | 15.928             |                    |
|                    | Bușteni              | oraș                         | 8.894              |                    |
|                    | Băicoi               | oraș                         | 17.981             |                    |
|                    | Comarnic             | oraș                         | 11.970             |                    |
|                    | Mizil                | oraș                         | 14.312             |                    |
|                    | Plopeni              | oraș                         | 7.718              |                    |
|                    | Sinaia               | oraș                         | 10.410             |                    |
|                    | Slănic               | oraș                         | 6.034              |                    |
|                    | Urlați               | oraș                         | 10.541             |                    |
|                    | Vălenii de Munte     | oraș                         | 11.707             |                    |
| Comune             |                      |                              |                    |                    |
|                    | Adunați              | comună                       | 2.104              |                    |
|                    | Albești-Paleologu    | comună                       | 5.683              |                    |
|                    | Aluniș               | comună                       | 3.661              |                    |
|                    | Apostolache          | comună                       | 2.164              |                    |
|                    | Ariceștii Rahtivani  | comună                       | 8.704              |                    |
|                    | Ariceștii Zeletin    | comună                       | 1.224              |                    |
|                    | Baba Ana             | comună                       | 3.894              |                    |
|                    | Balta Doamnei        | comună                       | 2.652              |                    |
|                    | Berceni              | comună                       | 6.186              |                    |
|                    | Bertea               | comună                       | 3.239              |                    |
|                    | Blejoi               | comună                       | 8.575              |                    |
|                    | Boldești-Gradiștea   | comună                       | 1.817              |                    |
|                    | Brazi                | comună                       | 8.094              |                    |
|                    | Brebu                | comună                       | 7.103              |                    |
|                    | Bucov                | comună                       | 10.388             |                    |
|                    | Bălțești             | comună                       | 3.434              |                    |
|                    | Bănești              | comună                       | 5.240              |                    |
|                    | Bărcănești           | comună                       | 9.384              |                    |
|                    | Bătrâni              | comună                       | 2.147              |                    |
|                    | Ceptura              | comună                       | 4.717              |                    |
|                    | Cerașu               | comună                       | 4.628              |                    |
|                    | Chiojdeanca          | comună                       | 1.728              |                    |
|                    | Ciorani              | comună                       | 6.720              |                    |
|                    | Cocorăștii Colț      | comună                       | 2.837              |                    |
|                    | Cocorăștii Mislii    | comună                       | 3.229              |                    |
|                    | Colceag              | comună                       | 5.103              |                    |
|                    | Cornu                | comună                       | 4.516              |                    |
|                    | Cosminele            | comună                       | 1.068              |                    |
|                    | Călugăreni           | comună                       | 1.279              |                    |
|                    | Cărbunești           | comună                       | 1.642              |                    |
|                    | Drajna               | comună                       | 5.168              |                    |
|                    | Drăgănești           | comună                       | 4.941              |                    |
|                    | Dumbrava             | comună                       | 4.505              |                    |
|                    | Dumbrăvești          | comună                       | 3.537              |                    |
|                    | Filipeștii de Pădure | comună                       | 10.358             |                    |
|                    | Filipeștii de Târg   | comună                       | 7.689              |                    |
|                    | Florești             | comună                       | 6.993              |                    |
|                    | Fulga                | comună                       | 3.482              |                    |
|                    | Fântânele            | comună                       | 1.953              |                    |
|                    | Gherghița            | comună                       | 1.977              |                    |
|                    | Gorgota              | comună                       | 5.207              |                    |
|                    | Gornet               | comună                       | 2.928              |                    |
|                    | Gornet-Cricov        | comună                       | 2.318              |                    |
|                    | Gura Vadului         | comună                       | 2.285              |                    |
|                    | Gura Vitioarei       | comună                       | 6.003              |                    |
|                    | Iordăcheanu          | comună                       | 5.150              |                    |
|                    | Izvoarele            | comună                       | 6.577              |                    |
|                    | Jugureni             | comună                       | 613                |                    |
|                    | Lapoș                | comună                       | 1.229              |                    |
|                    | Lipănești            | comună                       | 5.308              |                    |
|                    | Măgurele             | comună                       | 4.749              |                    |
|                    | Măgureni             | comună                       | 5.777              |                    |
|                    | Măneciu              | comună                       | 10.331             |                    |
|                    | Mănești              | comună                       | 3.994              |                    |
|                    | Olari                | comună                       | 2.146              |                    |
|                    | Plopu                | comună                       | 2.359              |                    |
|                    | Podenii Noi          | comună                       | 4.860              |                    |
|                    | Poiana Câmpina       | comună                       | 4.746              |                    |
|                    | Poienarii Burchii    | comună                       | 5.163              |                    |
|                    | Posești              | comună                       | 3.990              |                    |
|                    | Predeal-Sărari       | comună                       | 2.337              |                    |
|                    | Provița de Jos       | comună                       | 2.264              |                    |
|                    | Provița de Sus       | comună                       | 2.042              |                    |
|                    | Puchenii Mari        | comună                       | 8.825              |                    |
|                    | Păcureți             | comună                       | 2.149              |                    |
|                    | Păulești             | comună                       | 5.886              |                    |
|                    | Râfov                | comună                       | 5.297              |                    |
|                    | Salcia               | comună                       | 1.171              |                    |
|                    | Scorțeni             | comună                       | 5.634              |                    |
|                    | Secăria              | comună                       | 1.243              |                    |
|                    | Starchiojd           | comună                       | 3.770              |                    |
|                    | Surani               | comună                       | 1.655              |                    |
|                    | Sângeru              | comună                       | 5.449              |                    |
|                    | Sălciile             | comună                       | 1.945              |                    |
|                    | Talea                | comună                       | 1.074              |                    |
|                    | Teișani              | comună                       | 3.565              |                    |
|                    | Telega               | comună                       | 5.523              |                    |
|                    | Tinosu               | comună                       | 2.443              |                    |
|                    | Tomșani              | comună                       | 4.461              |                    |
|                    | Târgșoru Vechi       | comună                       | 9.117              |                    |
|                    | Tătaru               | comună                       | 969                |                    |
|                    | Vadu Săpat           | comună                       | 1.678              |                    |
|                    | Valea Călugărească   | comună                       | 10.657             |                    |
|                    | Valea Doftanei       | comună                       | 6.162              |                    |
|                    | Vâlcănești           | comună                       | 3.502              |                    |
|                    | Vărbilău             | comună                       | 6.644              |                    |
|                    | Șirna                | comună                       | 4.935              |                    |
|                    | Șoimari              | comună                       | 3.026              |                    |
|                    | Șotrile              | comună                       | 3.328              |                    |
|                    | Ștefești             | comună                       | 2.137              |                    |

## Populația
Prahova - evoluția demografică

Date: Recensăminte sau birourile de statistică - grafică realizată de Wikipedia

## Politică și administrație
Județul Prahova este administrat de un consiliu județean format din 36 consilieri. În urma alegerilor locale din 2024, consiliul este prezidat de Virgiliu-Daniel Nanu[*] de la PSD, iar componența politică a Consiliului este următoarea
|  | Partid                          | Consilieri | Componența Consiliului | Componența Consiliului | Componența Consiliului | Componența Consiliului | Componența Consiliului | Componența Consiliului | Componența Consiliului | Componența Consiliului | Componența Consiliului | Componența Consiliului | Componența Consiliului | Componența Consiliului | Componența Consiliului |
|  | ------------------------------- | ---------- | ---------------------- | ---------------------- | ---------------------- | ---------------------- | ---------------------- | ---------------------- | ---------------------- | ---------------------- | ---------------------- | ---------------------- | ---------------------- | ---------------------- | ---------------------- |
|  | Alianța PSD-PUSL                | 13         |                        |                        |                        |                        |                        |                        |                        |                        |                        |                        |                        |                        |                        |
|  | Partidul Național Liberal       | 13         |                        |                        |                        |                        |                        |                        |                        |                        |                        |                        |                        |                        |                        |
|  | Alianța pentru Unirea Românilor | 5          |                        |                        |                        |                        |                        |                        |                        |                        |                        |                        |                        |                        |                        |
|  | Alianța Dreapta Unită           | 5          |                        |                        |                        |                        |                        |                        |                        |                        |                        |                        |                        |                        |                        |